# Cargese
Cargese (in francese Cargèse, in greco Καργκέζε Kargese,  in corso Carghjesi o Carghjese) è un comune francese di 1 134 abitanti situato nel dipartimento della Corsica del Sud nella regione della Corsica. Nel comune esistono ancora diverse famiglie di origine greca.

## Ambiente
Da Cargese, o più precisamente da Revinda, inizia un sentiero escursionistico per il monte Cinto.

## Storia
Nel 1676, 730 famiglie greche originarie di Oitylo, nel sud del Peloponneso nella zona della penisola di Mani per sfuggire alla dominazione turca sbarcarono in Corsica, avendo ottenuto dalla Repubblica di Genova il permesso di trasferirvisi. I Greci ebbero in concessione ampi terreni disabitati nella zona di Paomia, nell'entroterra di Sangone, e vi costituirono una prima colonia: accolti in modo ostile dalla popolazione locale, i profughi vennero a più riprese attaccati durante le rivolte antigenovesi del 1715 e del 1729, trovando rifugio nella piazzaforte di Ajaccio nel 1735 (qui esiste ancora una cappella di rito greco). A partire dal 1769 si trasferirono infine, sotto la protezione francese, a Cargese. Il villaggio fu ancora attaccato dai corsi nel 1793, durante la Rivoluzione, e la popolazione dovette sfollare ancora una volta ad Ajaccio. Ridotti di un terzo degli effettivi, i cargesini poterono fare ritorno alle loro case soltanto quattro anni dopo.
Un gruppo di questi esuli greci vennero accolti in Sardegna dove fondarono il paese di Montresta. La diaspora maniota proseguì anche passando per Minorca e presumibilmente anche oltre. L'arrivo dei greci manioti in Sardegna venne predisposto soprattutto con l'intervento della chiesa locale e romana. Sotto il pontificato di Benedetto XIV avvennero le trattative e fissate le condizioni per poterli accogliere, tra le prime la rinuncia alla chiesa ortodossa. La vita dei greci in Sardegna non fu meno dura perché il pascolo che gli fu assegnato risulta sottratto ai vicini pastori e contadini di Bosa. Diversi greci furono uccisi .

## Tradizioni linguistiche
Oggi il dialetto greco di Cargèse è completamente estinto. Le ultime fasi di questa parlata furono osservate dal linguista O. Parlangèli, che nel 1952 parla di un numero limitatissimo di individui, distribuiti in due nuclei familiari, ancora in grado di praticarla. L'estinzione del dialetto neoellenico non ha impedito il mantenimento dei cognomi originari (Καποδημάκoς Kapodimakos = Capodimacci, Δραγάκoς Dragakos = Dragacci, Φρυμιγάκoς Frymigakos = Frimigacci, Γαριδάκoς Garidakos = Garidacci, Πετρολάκic Petrolakis = Petrolacci, Ραγατζά Ragatzas = Ragazzacci, Βογλιμάκoς Voglimakos = Voglimacci, Ζανετάκης Zanetakis = Zanetacci), di un certo numero di prestiti lessicali passati al dialetto corso successivamente affermatosi, e soprattutto degli usi liturgici greco-cattolici in una delle due chiese dell'abitato. Queste memorie costituiscono oggi il principale elemento di specificità culturale della comunità cargesina [Nicholas 2006].

## Società

### Evoluzione demografica
Abitanti censiti

## Amministrazione

### Gemellaggi
- Oitylo

## Galleria d'immagini

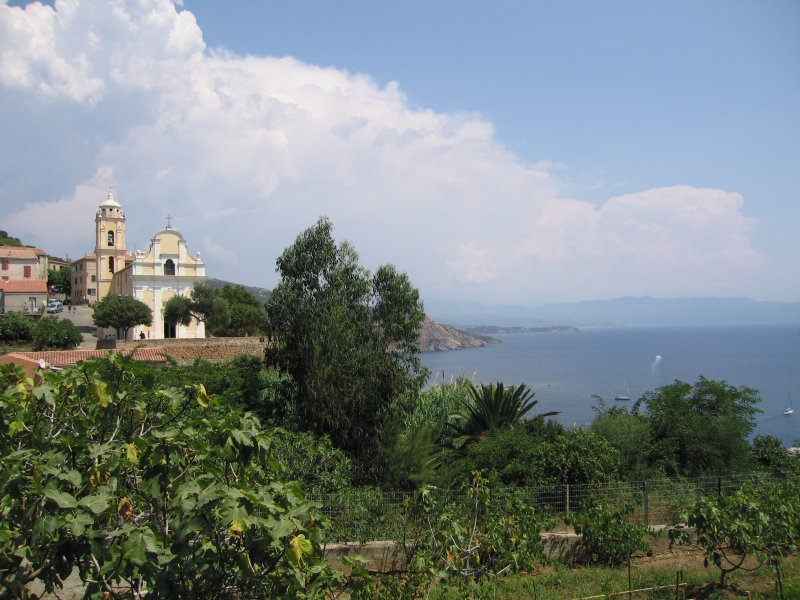
Vista di Cargese.
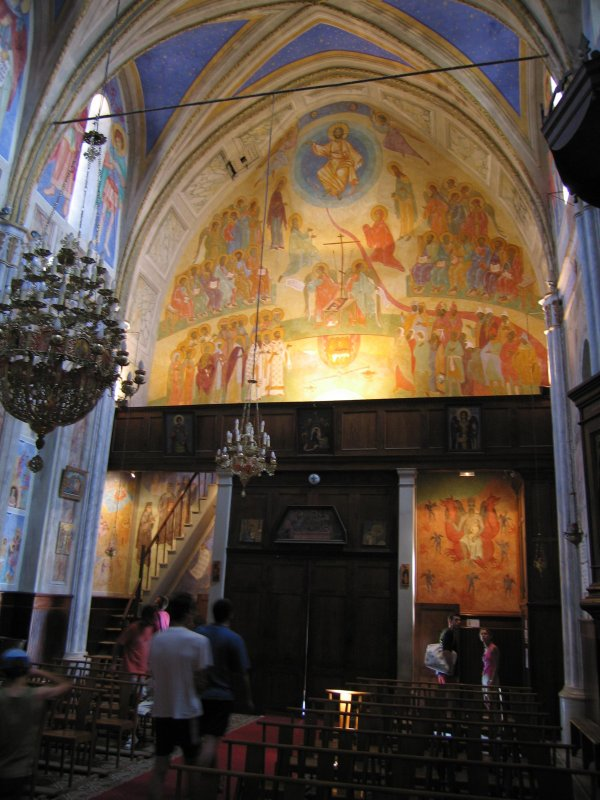
Interno della chiesa cattolica di rito bizantino.
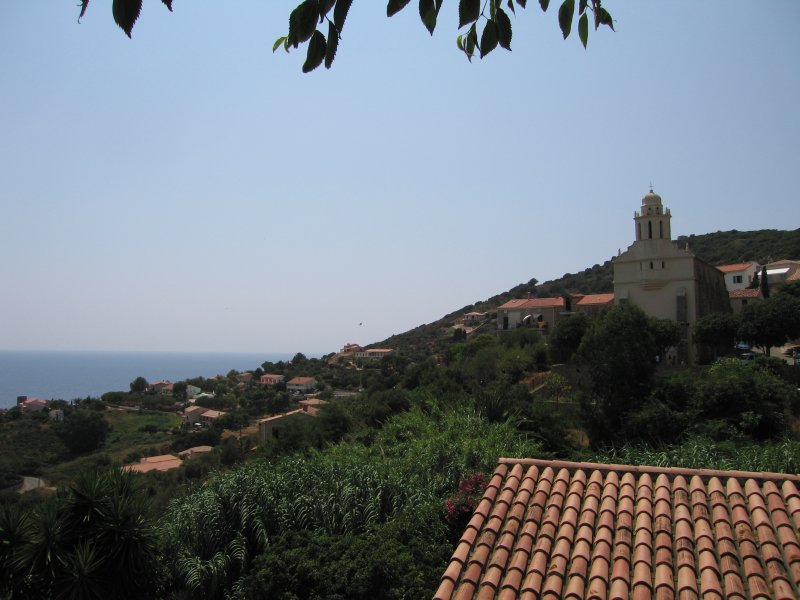
Vista di Cargese.